# Laura Pulteney

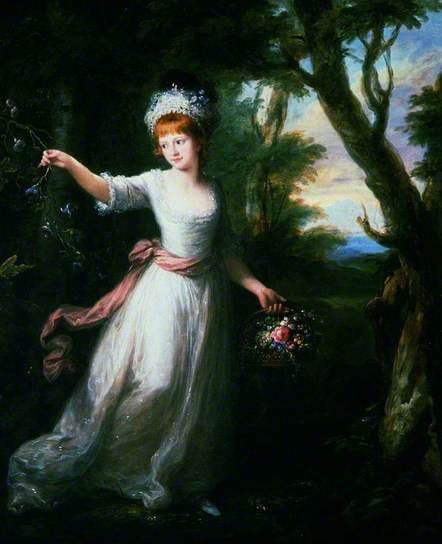
Laura Pulteney. Gemälde von Angelika Kaufmann, 1777

Henrietta Laura Pulteney, 1. Countess of Bath (geb. Johnstone), genannt Laura, (* 26. Dezember 1766 in Westminster; † 14. Juli 1808 in  Brighton) war eine britische Adlige und Erbin.

## Herkunft und Erziehung
Laura war das einzige Kind des William Johnstone (1729–1805) aus dessen erster Ehe mit Frances Pulteney († 1782). Ihre Mutter erbte 1767 von ihrem Großonkel General Harry Pulteney ein Vermögen, der es wiederum 1764 von seinem Bruder William Pulteney, 1. Earl of Bath, geerbt hatte. Lauras Eltern nahmen daraufhin den Familiennamen Pulteney an und zogen nach Bath House in Piccadilly, wo Laura dann aufwuchs. Als ihre Mutter 1782 starb, erbte Laura das große Pulteney-Vermögen und ausgedehnte Ländereien. Ein Teil des Vermögens erhielt ihr Vater zur lebenslangen Nutzung. Ursprünglich wurde Laura im Haus ihrer Eltern unter Aufsicht von Miss Murray, einer Cousine ihres Vaters erzogen. Schließlich besuchte Laura die Schule des Benediktinerinnenklosters St-Pierre de Montmartre in Paris, wo sie 1783 ihre Schullaufbahn abschloss. Nach den Briefen, die sie ihrem Vater schrieb, verstand sie sich mit den Nonnen gut. In Paris bekam sie auch Besuche von der mit ihr verwandten Elizabeth Hope, Countess of Hopetoun (1751–1793) sowie von ihren Freundinnen Henrietta Lowry-Corry, Lady Belmore (1762–1805) und Anne Cochrane, Countess of Dundonald († 1787), die sie in die Pariser Gesellschaft einführten.

## Leben als unverheiratete Frau
Lauras Gesundheit gab schon früh Anlass zur Sorge. In einem Brief an ihrem Vater versicherte sie ihm 1782, dass sie auch in Paris seinen Anweisungen folgen würde. Nach ihrer Rückkehr nach England lebte sie als junge Frau eine Zeit lang auf dem Lande in Sudborough in Northamptonshire bei Reverend Archibald Alison und dessen Frau, die enge Freunde der Familie waren. Laura wurde Taufpatin von deren Sohn, dem späteren Arzt und Sozialreformer William Pulteney Alison. Daneben verkehrte Laura aber vor allem in aristokratischen Kreisen, wobei sie aber nie eine führende Rolle spielte. Zu ihren Vergnügungen zählten Musik und Tanz. 1791 veröffentlichte ein unbekannter Komponist beim Verlag Longmans das Musikstück Miss Pulteney’s Fancy. Nach Aussage von Emma Hamilton war sie aber extrem schüchtern, so dass sie bei einem Empfang in Neapel während ihrer Hochzeitsreise ihre Gäste drei Stunden lang warten ließ. Dazu war Laura sehr religiös, doch sie akzeptierte, dass Freunde gegen die gängigen Moralvorstellungen verstießen. Von ihren Freundinnen ließ sich 1793 Lady Belmore von ihrem Mann, Armar Lowry-Corry, 1. Baron Belmore, scheiden, um William Kerr, Earl of Ancram zu heiraten. 1802 wurde die Ehe von ihrer Cousine und engen Freundin Elizabeth Evelyn Markham mit Reverend George Markham, einem Sohn des Erzbischofs von York geschieden. Ihre Freundin hatte Ehebruch mit John Fawcett begangen, den sie nach der Scheidung dann heiratete. Dennoch blieb sie eine enge Freundin von Laura.

## Wirtschaftliches Interesse und Erhebung zur Countess of Bath
Laura hatte schon früh lebhaftes Interesse an der Entwicklung der Besitzungen ihrer Eltern, die Grundstücke und Häuser in London und Bath sowie Ländereien in Shropshire, Northamptonshire, Staffordshire und Wales besaßen. Ihr Vater erbte 1794 zudem von seinem Bruder Sir James Johnstone, 4. Baronet, dessen Baronet-Titel, sowie Ländereien in Dumfriesshire und eine hochprofitable Plantage auf Grenada, und konnte weitere Besitzungen erwerben und ausbauen. Laura selbst war zunehmend an der Verwaltung der Besitzungen beteiligt. Damit galt sie nicht nur als reichste Erbin Englands, sondern erwarb sich auch einen Ruf als umsichtige und kluge Geschäftsfrau. Ihr Reichtum erlaubte ihr aber auch, großzügige Spenden zu geben. Sie ermöglichte den Bau von Schulen in Sudborough in Northamptonshire und in Clewer in Berkshire. Während der Französischen Revolution unterstützte sie Nonnen, die aus Frankreich nach Großbritannien geflohen waren. Durch ihren Reichtum brauchte die Familie Pulteney keine öffentlichen Ämter anzunehmen. Lauras Vater war zwar langjähriges Mitglied des House of Commons, doch er bewarb sich nie um ein öffentliches Amt. Schließlich ersuchte er jedoch die Regierung um eine Peerwürde für seine Tochter, die daraufhin am 26. Juli 1792 zur Baroness Bath, of Bath in the County of Somerset, erhoben wurde. Allerdings war bereits 1789 Thomas Thynne, 3. Viscount Weymouth zum Marquess of Bath erhoben worden, während der mit Lauras Mutter verwandte William Pulteney bis zu seinem Tod 1764 den Titel Earl of Bath geführt hatte. Deshalb versuchten einige Mitglieder des House of Lords, die Erhebung Lauras zur Baroness Bath für ungültig zu erklären. Sie wandten ein, dass es unüblich war, nach einem Ort zwei Peerwürden zu benennen, und befürchteten, dass Lauras Titel den Titel der Thynnes entwerten würde. Diese Einwände wurden aber zurückgewiesen, und am 26. Oktober 1803 wurde Laura sogar zur Countess of Bath erhoben.

## Heirat, letzte Jahre und Tod
Allein wegen ihres Reichtums war Laura eine lohnende Heiratskandidatin, doch noch 1791 rätselte eine Zeitung, warum die inzwischen 24-jährige Laura offensichtlich keine Verehrer hatte. Schließlich heiratete sie am 17. Juli 1794 in Bath House den General Sir James Murray, 7. Baronet, einen Cousin ihres Vaters. Mit der Heirat erweiterte Murray seinen Familiennamen zu Murray-Pulteney. Das Ehepaar unternahm 1795 eine Grand Tour, während der sie auch nach Italien reisten. 1805 starb Lauras Vater, ohne ein Testament zu hinterlassen. Daraufhin wurde sein Besitz zwischen seiner zweiten Ehefrau und Laura, seinem einzigen Kind aufgeteilt. Laura zahlte für die Annahme des Erbes eine Gebühr von £ 6000, was die bislang höchste Gebühr war, die für den Antritt eines Erbes in Großbritannien gezahlt worden war. Dafür erhielt sie zwei Drittel des Vermögens ihres Vaters, das auf £ 600.000 geschätzt wurde, hinzu kam der Grundbesitz in England und in Übersee. Laura galt inzwischen als zunehmend exzentrisch. Sie behandelte Personen freundlich, um wenig später ihnen gegenüber grob zu sein. Vermutlich erkrankte sie an Tuberkulose und starb drei Jahre nach ihrem Vater. Sie wurde am 23. Juli 1808 im südlichen Kreuzgang von Westminster Abbey beigesetzt. Über ihrem Grab wurde nie ein Grabdenkmal errichtet. Ihre Ehe mit James Murray-Pulteney war kinderlos geblieben. Sie hinterließ ihrem Mann nur einen kleinen Teil ihres Vermögens. Den Großteil ihres etwa £500.000 umfassenden Vermögens vermachte sie Elizabeth Evelyn Fawcett, worauf deren Ehemann John den Namen Pulteney annahm. Ihr riesiger Landbesitz blieb dagegen in ihrer Familie und wurde schließlich zwischen William Harry Vane, 3. Earl of Darlington und Sir Richard Sutton, 2. Baronet aufgeteilt. Mit ihrem kinderlosen Tod erloschen ihre Adelstitel.
Nach ihr wurde der von 1788 bis 1789 errichtete Laura Place, ein Platz in Bath benannt.